# Coussay-les-Bois
Coussay-les-Bois – miejscowość i gmina we Francji, w regionie Nowa Akwitania, w departamencie Vienne.
Według danych na rok 1990 gminę zamieszkiwało 779 osób, a gęstość zaludnienia wynosiła 18 osób/km² (wśród 1467 gmin regionu Poitou-Charentes Coussay-les-Bois plasuje się na 391. miejscu pod względem liczby ludności, natomiast pod względem powierzchni na miejscu 58.).